# L'Étranger dans la cité
Pour plus de détails, voir Fiche technique et Distribution.
L'Étranger dans la cité (titre original : Walk Softly, Stranger) est un film américain réalisé par Robert Stevenson, sorti en 1950.

## Synopsis
Chris Hale (Joseph Cotten), joueur, voleur et menteur, arrive dans une petite ville pour entamer une nouvelle vie. Embauché dans une fabrique de chaussure, il rencontre la fille du patron, Elaine (Alida Valli), ex jet-setteuse handicapée, et tombe amoureux d'elle. Hélas, il est rattrapé par son passé.

## Fiche technique
- Titre : L'Étranger dans la cité
- Titre original : Walk Softly, Stranger
- Réalisation : Robert Stevenson
- Scénario : Frank Fenton d'après une histoire de Manuel Seff
- Photographie : Harry J. Wild
- Montage : Frederic Knudtson
- Musique : Friedrich Hollaender
- Directeur musical : Constantin Bakaleinikoff
- Direction artistique : Albert S. D'Agostino et Alfred Herman
- Costumes : Edward Stevenson
- Producteur : Dore Schary
- Société(s) de production : Dore Schary Productions, Vanguard Films
- Société de distribution : RKO Pictures
- Pays d'origine :  États-Unis
- Langue : Anglais américain
- Métrage : 2 250 mètres
- Format : Noir et blanc — 35 mm — 1,37:1 — Son : Mono (RCA Sound System)
- Genre : Film dramatique
- Durée : 81 minutes (1 h 21)
- Dates de sortie : 
  - États-Unis : 14 octobre 1950 (New York)
  - France : 13 juin 1951
- Affiches : Constantin Belinsky, Boris Grinsson (France)

## Distribution
- Joseph Cotten : Chris Hale alias Steve
- Alida Valli : Elaine Corelli
- Spring Byington : Madame Brentman
- Paul Stewart : Whitey Lake
- Jack Paar : Ray Healy
- Jeff Donnell : Gwen
- John McIntire : Morgan
- Howard Petrie : Bowen
- Frank Puglia : A.J. Corelli
- Esther Dale : Miss Thompson
- Marlo Dwyer : Mabel
- Robert Ellis : le gamin patineur
- Joel Fluellen (non-crédité) : un fleuriste